# Opération Caprice
Pour plus de détails, voir Fiche technique et Distribution.
Opération Caprice (titre original : Caprice) est un film américain réalisé par Frank Tashlin, sorti en 1967.

## Synopsis
Patricia Foster est une espionne industrielle à la solde de Sir Jason. Elle doit voler une formule secrète à la firme concurrente. Son inventeur, le Dr Clancy  est soupçonné de contrefaçon. Patricia est aidée par Christopher White qui se révèle être employé par les deux firmes.

## Fiche technique
- Titre original : Caprice
- Titre français : Opération Caprice
- Réalisation : Frank Tashlin
- Scénario : Jay Jayson et Frank Tashlin d'après une histoire de Martin Hale et Jay Jayson
- Production  : Martin Melcher (en), Aaron Rosenberg et Barney Rosenzweig (producteur associé)
- Société de production : Arcola Pictures
- Distribution : 20th Century Fox
- Musique : Frank De Vol
- Compositeur : Larry Marks pour la chanson Caprice
- Photographie : Leon Shamroy
- Montage : Robert L. Simpson
- Direction artistique : William J. Creber (en) et Jack Martin Smith
- Décorateur de plateau : Walter M. Scott et Jerry Wunderlich (en)
- Costumes : Ray Aghayan
- Pays de production : États-Unis
- Langue : Anglais
- Format : Couleur (De Luxe) - Son : Mono (Westrex Recording System)
- Genre : Comédie policière
- Durée : 98 minutes
- Dates de sortie : 
  - Royaume-Uni : 18 avril 1967 Londres (première)
  - États-Unis : 7 juin 1967 New York

## Distribution
- Doris Day (VF : Claire Guibert) : Patricia Foster
- Richard Harris (VF : Michel Roux) : Christopher White
- Ray Walston (VF : René Bériard) : Stuart Clancy
- Jack Kruschen (VF : Georges Aminel) : Matthew Cutter
- Edward Mulhare (VF : Gabriel Cattand) : Sir Jason Fox
- Lilia Skala (VF : Lita Recio) : Madame Piasco
- Irene Tsu : Su Ling
- Larry D. Mann : Inspecteur Kapinsky
- Maurice Marsac : Auber
- Michael Romanoff : Butler
- Lisa Seagram : Mandy
- Michael J. Pollard : Barney
- George D. Wallace (VF : Claude Joseph) : Policier
- Fritz Feld (VF : Guy Piérauld) : Aubergiste suisse